# Grand Prix cycliste de Montréal 2024
Le Grand Prix cycliste de Montréal 2024 est la 13e édition de cette course cycliste masculine sur route. La course a lieu le 15 septembre 2024 autour de la ville de Montréal, au Canada, et fait partie du calendrier UCI World Tour 2024 en catégorie 1.UWT. Il se court deux jours après le Grand Prix cycliste de Québec.
L'édition 2024 a été remportée par Tadej Pogačar, devant Pello Bilbao et Julian Alaphilippe.

## Présentation

### Parcours
Le parcours est le même que les années précédentes à la différence que le circuit urbain vallonné de 12,3 kilomètres est parcouru dix-sept fois au lieu de dix-huit fois précédemment. Il s'agit de 209,1 kilomètres à parcourir avec un dénivelé total de 4573 mètres. Le départ sur l'avenue du Parc est suivi d'une montée du Mont-Royal jusqu'au sommet Camilien-Houde, puis une autre montée de la côte de l'école Polytechnique et une dernière petite montée vers Pagnuelo. Le circuit se clôt ensuite au point de départ, sur une légère montée.

### Équipes
Le Grand Prix cycliste de Montréal faisant partie du calendrier de l'UCI World Tour, les dix-huit « World Teams » y participent. Cinq « Pro Teams »  et une sélection nationale ont reçu une invitation.
| WorldTeams (18)- Alpecin-Deceuninck - Arkéa-B&B Hotels - Astana Qazaqstan Team - Bahrain Victorious - Red Bull-Bora-Hansgrohe - Cofidis - Decathlon-AG2R La Mondiale - EF Education-EasyPost - Groupama-FDJ - Ineos Grenadiers - Intermarché-Wanty - Lidl-Trek - Movistar Team - Team dsm-firmenich PostNL - Soudal Quick-Step - Team Jayco AlUla - Team Visma \| Lease a Bike - UAE Team Emirates ProTeams (5)- Lotto Dstny - Israel-Premier Tech - Uno-X Mobility - Tudor Pro Cycling Team - Team Novo Nordisk Équipe nationale- Canada |
| |

## Classements

### Classement de la course
| \| Classement général \| Classement général \| Classement général \| Classement général \| Classement général \| \| Coureur \| Coureur \| Pays \| Équipe \| Temps \| \| ------------------ \| ------------------ \| ------------------ \| -------------------------- \| ------------------ \| \| 1er \| Tadej Pogačar \| Slovénie \| UAE Team Emirates \| 5 h 28 min 15 s \| \| 2e \| Pello Bilbao \| Espagne \| Bahrain Victorious \| + 24 s \| \| 3e \| Julian Alaphilippe \| France \| Soudal Quick-Step \| + 40 s \| \| 4e \| Maxim Van Gils \| Belgique \| Lotto Dstny \| + 40 s \| \| 5e \| Ion Izagirre \| Espagne \| Cofidis \| + 40 s \| \| 6e \| Toms Skujiņš \| Lettonie \| Lidl-Trek \| + 40 s \| \| 7e \| Tiesj Benoot \| Belgique \| Team Visma \\| Lease a Bike \| + 40 s \| \| 8e \| Michael Woods \| Canada \| Israel-Premier Tech \| + 40 s \| \| 9e \| Edoardo Zambanini \| Italie \| Bahrain Victorious \| + 40 s \| \| 10e \| Jai Hindley \| Australie \| Red Bull-Bora-Hansgrohe \| + 40 s \| \| 11e \| Romain Bardet \| France \| Team dsm-firmenich PostNL \| + 40 s \| \| 12e \| Matteo Jorgenson \| États-Unis \| Team Visma \\| Lease a Bike \| + 40 s \| \| 13e \| Simon Yates \| Royaume-Uni \| Team Jayco AlUla \| + 40 s \| \| 14e \| Andrea Bagioli \| Italie \| Lidl-Trek \| + 40 s \| \| 15e \| Alex Aranburu \| Espagne \| Movistar Team \| + 40 s \| \| 16e \| Jakob Fuglsang \| Danemark \| Israel-Premier Tech \| + 45 s \| \| 17e \| Wilco Kelderman \| Pays-Bas \| Team Visma \\| Lease a Bike \| + 45 s \| \| 18e \| Bauke Mollema \| Pays-Bas \| Lidl-Trek \| + 54 s \| \| 19e \| Bart Lemmen \| Pays-Bas \| Team Visma \\| Lease a Bike \| + 58 s \| \| 20e \| Magnus Sheffield \| États-Unis \| Ineos Grenadiers \| + 1 min 00 s \| |                    |             |                            |                 |
| |                    |             |                            |                 |
| Source : ProCyclingStats |                    |             |                            |                 |
| Classement général |                    |             |                            |                 |
| Coureur | Coureur            | Pays        | Équipe                     | Temps           |
| 1er | Tadej Pogačar      | Slovénie    | UAE Team Emirates          | 5 h 28 min 15 s |
| 2e | Pello Bilbao       | Espagne     | Bahrain Victorious         | + 24 s          |
| 3e | Julian Alaphilippe | France      | Soudal Quick-Step          | + 40 s          |
| 4e | Maxim Van Gils     | Belgique    | Lotto Dstny                | + 40 s          |
| 5e | Ion Izagirre       | Espagne     | Cofidis                    | + 40 s          |
| 6e | Toms Skujiņš       | Lettonie    | Lidl-Trek                  | + 40 s          |
| 7e | Tiesj Benoot       | Belgique    | Team Visma \| Lease a Bike | + 40 s          |
| 8e | Michael Woods      | Canada      | Israel-Premier Tech        | + 40 s          |
| 9e | Edoardo Zambanini  | Italie      | Bahrain Victorious         | + 40 s          |
| 10e | Jai Hindley        | Australie   | Red Bull-Bora-Hansgrohe    | + 40 s          |
| 11e | Romain Bardet      | France      | Team dsm-firmenich PostNL  | + 40 s          |
| 12e | Matteo Jorgenson   | États-Unis  | Team Visma \| Lease a Bike | + 40 s          |
| 13e | Simon Yates        | Royaume-Uni | Team Jayco AlUla           | + 40 s          |
| 14e | Andrea Bagioli     | Italie      | Lidl-Trek                  | + 40 s          |
| 15e | Alex Aranburu      | Espagne     | Movistar Team              | + 40 s          |
| 16e | Jakob Fuglsang     | Danemark    | Israel-Premier Tech        | + 45 s          |
| 17e | Wilco Kelderman    | Pays-Bas    | Team Visma \| Lease a Bike | + 45 s          |
| 18e | Bauke Mollema      | Pays-Bas    | Lidl-Trek                  | + 54 s          |
| 19e | Bart Lemmen        | Pays-Bas    | Team Visma \| Lease a Bike | + 58 s          |
| 20e | Magnus Sheffield   | États-Unis  | Ineos Grenadiers           | + 1 min 00 s    |

| Classement du meilleur grimpeur | Classement du meilleur grimpeur | Classement du meilleur grimpeur | Classement du meilleur grimpeur | Classement du meilleur grimpeur |
| ------------------------------- | ------------------------------- | ------------------------------- | ------------------------------- | ------------------------------- |
|                                 | Coureur                         | Pays                            | Équipe                          | Point(s)                        |
| 1er                             | Tadej Pogačar                   | Slovénie                        | UAE Team Emirates               | 40 points                       |
| 2e                              | Pello Bilbao                    | Espagne                         | Bahrain Victorious              | 15 pts                          |
| 3e                              | Gil Gelders                     | Belgique                        | Soudal Quick-Step               | 11 pts                          |
| 4e                              | Michale Leonard                 | Canada                          | Ineos Grenadiers                | 6 pts                           |
| 5e                              | Michael Woods                   | Canada                          | Isreal-Premier Tech             | 6 pts                           |
| 6e                              | Matteo Jorgenson                | États-Unis                      | Visma                           | 6 pts                           |
| 7e                              | Magnus Sheffield                | États-Unis                      | Ineos Grenadiers                | 3 pts                           |
| modifier                        |                                 |                                 |                                 |                                 |

## Liste des participants
| UAE Team Emirates UAD | UAE Team Emirates UAD     | UAE Team Emirates UAD |
| --------------------- | ------------------------- | --------------------- |
| Num                   | Coureur                   | Pos                   |
| 1                     | Tadej Pogačar (SLO)       | 1er                   |
| 2                     | Igor Arrieta (ESP)        | AB                    |
| 3                     | Juan Ayuso (ESP)          | AB                    |
| 4                     | Finn Fisher-Black (NZL)   | AB                    |
| 5                     | Rafał Majka (POL)         | 46e                   |
| 6                     | Domen Novak (SLO) (route) | AB                    |
| 7                     | Tim Wellens (BEL)         | AB                    |

| Lotto Dstny LTD | Lotto Dstny LTD             | Lotto Dstny LTD |
| --------------- | --------------------------- | --------------- |
| Num             | Coureur                     | Pos             |
| 11              | Arnaud De Lie (BEL) (route) | AB              |
| 12              | Logan Currie (NZL)          | AB              |
| 13              | Jenno Berckmoes (BEL)       | 25e             |
| 14              | Maxim Van Gils (BEL)        | 4e              |
| 15              | Sébastien Grignard (BEL)    | 82e             |
| 16              | Brent Van Moer (BEL)        | AB              |
| 17              | Florian Vermeersch (BEL)    | 53e             |

| Team Visma \| Lease a Bike TVL | Team Visma \| Lease a Bike TVL | Team Visma \| Lease a Bike TVL |
| ------------------------------ | ------------------------------ | ------------------------------ |
| Num                            | Coureur                        | Pos                            |
| 21                             | Matteo Jorgenson (USA)         | 12e                            |
| 22                             | Tiesj Benoot (BEL)             | 7e                             |
| 23                             | Wilco Kelderman (NED)          | 17e                            |
| 24                             | Bart Lemmen (NED)              | 19e                            |
| 25                             | Per Strand Hagenes (NOR)       | 84e                            |
| 26                             | Jan Tratnik (SLO)              | 65e                            |
| 27                             | Milan Vader (NED)              | 70e                            |

| Ineos Grenadiers IGD | Ineos Grenadiers IGD   | Ineos Grenadiers IGD |
| -------------------- | ---------------------- | -------------------- |
| Num                  | Coureur                | Pos                  |
| 31                   | Laurens De Plus (BEL)  | AB                   |
| 32                   | Andrew August (USA)    | 88e                  |
| 33                   | Connor Swift (GBR)     | 78e                  |
| 34                   | Ben Swift (GBR)        | AB                   |
| 35                   | Michael Leonard (CAN)  | 79e                  |
| 36                   | Artem Shmidt (USA)     | 89e                  |
| 37                   | Magnus Sheffield (USA) | 20e                  |

| Soudal Quick-Step SOQ | Soudal Quick-Step SOQ    | Soudal Quick-Step SOQ |
| --------------------- | ------------------------ | --------------------- |
| Num                   | Coureur                  | Pos                   |
| 41                    | Julian Alaphilippe (FRA) | 3e                    |
| 42                    | Gil Gelders (BEL)        | 59e                   |
| 43                    | Antoine Huby (FRA)       | AB                    |
| 44                    | Luke Lamperti (USA)      | AB                    |
| 45                    | Fausto Masnada (ITA)     | 68e                   |
| 46                    | Pieter Serry (BEL)       | AB                    |
| 47                    | Ilan Van Wilder (BEL)    | 24e                   |

| Lidl-Trek LTK | Lidl-Trek LTK        | Lidl-Trek LTK |
| ------------- | -------------------- | ------------- |
| Num           | Coureur              | Pos           |
| 51            | Toms Skujiņš (LAT)   | 6e            |
| 52            | Andrea Bagioli (ITA) | 14e           |
| 53            | Julien Bernard (FRA) | 50e           |
| 54            | Patrick Konrad (AUT) | 45e           |
| 55            | Dario Cataldo (ITA)  | AB            |
| 56            | Bauke Mollema (NED)  | 18e           |
| 57            | Quinn Simmons (USA)  | AB            |

| Decathlon-AG2R La Mondiale DAT | Decathlon-AG2R La Mondiale DAT | Decathlon-AG2R La Mondiale DAT |
| ------------------------------ | ------------------------------ | ------------------------------ |
| Num                            | Coureur                        | Pos                            |
| 61                             | Paul Lapeira (FRA) (route)     | AB                             |
| 62                             | Alex Baudin (FRA)              | 38e                            |
| 63                             | Stan Dewulf (BEL)              | 57e                            |
| 64                             | Dorian Godon (FRA)             | 66e                            |
| 65                             | Dries De Bondt (BEL)           | AB                             |
| 66                             | Aurélien Paret-Peintre (FRA)   | 37e                            |
| 67                             | Lawrence Warbasse (USA)        | 36e                            |

| Red Bull-Bora-Hansgrohe RBH | Red Bull-Bora-Hansgrohe RBH | Red Bull-Bora-Hansgrohe RBH |
| --------------------------- | --------------------------- | --------------------------- |
| Num                         | Coureur                     | Pos                         |
| 71                          | Jai Hindley (AUS)           | 10e                         |
| 72                          | Sergio Higuita (COL)        | 21e                         |
| 73                          | Bob Jungels (LUX)           | AB                          |
| 74                          | Jonas Koch (GER)            | AB                          |
| 75                          | Maximilian Schachmann (GER) | 39e                         |
| 76                          | Matteo Sobrero (ITA)        | AB                          |
| 77                          | Frederik Wandahl (DEN)      | 43e                         |

| Alpecin-Deceuninck ADC | Alpecin-Deceuninck ADC      | Alpecin-Deceuninck ADC |
| ---------------------- | --------------------------- | ---------------------- |
| Num                    | Coureur                     | Pos                    |
| 81                     | Axel Laurance (FRA)         | AB                     |
| 82                     | Tobias Bayer (AUT)          | 64e                    |
| 83                     | Michael Gogl (AUT)          | 27e                    |
| 84                     | Henri Uhlig (GER)           | 62e                    |
| 85                     | Fabio Van den Bossche (BEL) | AB                     |
| 86                     | Stan Van Tricht (BEL)       | AB                     |
| 87                     | Gianni Vermeersch (BEL)     | AB                     |

| Groupama-FDJ GFC | Groupama-FDJ GFC       | Groupama-FDJ GFC |
| ---------------- | ---------------------- | ---------------- |
| Num              | Coureur                | Pos              |
| 91               | Valentin Madouas (FRA) | 32e              |
| 92               | Olivier Le Gac (FRA)   | AB               |
| 93               | Romain Grégoire (FRA)  | 29e              |
| 94               | Thibaud Gruel (FRA)    | 52e              |
| 95               | Rudy Molard (FRA)      | 26e              |
| 96               | Enzo Paleni (FRA)      | 80e              |
| 97               | Clément Russo (FRA)    | AB               |

| EF Education-EasyPost EFE | EF Education-EasyPost EFE | EF Education-EasyPost EFE |
| ------------------------- | ------------------------- | ------------------------- |
| Num                       | Coureur                   | Pos                       |
| 101                       | Ben Healy (IRL)           | 22e                       |
| 102                       | Mikkel Honoré (DEN)       | 44e                       |
| 103                       | Lukas Nerurkar (GBR)      | AB                        |
| 104                       | Neilson Powless (USA)     | 23e                       |
| 105                       | Sean Quinn (USA) (route)  | AB                        |
| 106                       | Stefan de Bod (RSA)       | 73e                       |
| 107                       | Michael Valgren (DEN)     | AB                        |

| Bahrain Victorious TBV | Bahrain Victorious TBV  | Bahrain Victorious TBV |
| ---------------------- | ----------------------- | ---------------------- |
| Num                    | Coureur                 | Pos                    |
| 111                    | Matej Mohorič (SLO)     | AB                     |
| 112                    | Nikias Arndt (GER)      | AB                     |
| 113                    | Pello Bilbao (ESP)      | 2e                     |
| 114                    | Santiago Buitrago (COL) | 41e                    |
| 115                    | Nicolò Buratti (ITA)    | 86e                    |
| 116                    | Matevž Govekar (SLO)    | AB                     |
| 117                    | Edoardo Zambanini (ITA) | 9e                     |

| Movistar Team MOV | Movistar Team MOV           | Movistar Team MOV |
| ----------------- | --------------------------- | ----------------- |
| Num               | Coureur                     | Pos               |
| 121               | Alex Aranburu (ESP) (route) | 15e               |
| 122               | Jon Barrenetxea (ESP)       | 56e               |
| 123               | Iván García Cortina (ESP)   | AB                |
| 124               | Ruben Guerreiro (POR)       | 33e               |
| 125               | Johan Jacobs (SUI)          | 77e               |
| 126               | Sergio Samitier (ESP)       | 69e               |
| 127               | Gonzalo Serrano (ESP)       | AB                |

| Team Jayco AlUla JAY | Team Jayco AlUla JAY   | Team Jayco AlUla JAY |
| -------------------- | ---------------------- | -------------------- |
| Num                  | Coureur                | Pos                  |
| 131                  | Michael Matthews (AUS) | AB                   |
| 132                  | Lawson Craddock (USA)  | AB                   |
| 133                  | Luke Durbridge (AUS)   | AB                   |
| 134                  | Lucas Hamilton (AUS)   | 74e                  |
| 135                  | Michael Hepburn (AUS)  | AB                   |
| 136                  | Jan Maas (NED)         | 87e                  |
| 137                  | Simon Yates (GBR)      | 13e                  |

| Arkéa-B&B Hotels ARK | Arkéa-B&B Hotels ARK    | Arkéa-B&B Hotels ARK |
| -------------------- | ----------------------- | -------------------- |
| Num                  | Coureur                 | Pos                  |
| 141                  | Michel Ries (LUX)       | AB                   |
| 142                  | Ewen Costiou (FRA)      | 58e                  |
| 143                  | Anthony Delaplace (FRA) | 75e                  |
| 144                  | Élie Gesbert (FRA)      | AB                   |
| 145                  | Matîs Louvel (FRA)      | AB                   |
| 146                  | Clément Venturini (FRA) | AB                   |
| 147                  | Pierre Thierry (FRA)    | 71e                  |

| Team dsm-firmenich PostNL DFP | Team dsm-firmenich PostNL DFP | Team dsm-firmenich PostNL DFP |
| ----------------------------- | ----------------------------- | ----------------------------- |
| Num                           | Coureur                       | Pos                           |
| 151                           | Romain Bardet (FRA)           | 11e                           |
| 152                           | Warren Barguil (FRA)          | 31e                           |
| 153                           | Romain Combaud (FRA)          | 72e                           |
| 154                           | Sean Flynn (GBR)              | AB                            |
| 155                           | Martijn Tusveld (NED)         | AB                            |
| 156                           | Frank van den Broek (NED)     | AB                            |
| 157                           | Kevin Vermaerke (USA)         | 28e                           |

| Intermarché-Wanty IWA | Intermarché-Wanty IWA           | Intermarché-Wanty IWA |
| --------------------- | ------------------------------- | --------------------- |
| Num                   | Coureur                         | Pos                   |
| 161                   | Biniam Girmay (ERI)             | AB                    |
| 162                   | Francesco Busatto (ITA)         | 35e                   |
| 163                   | Alexy Faure Prost (FRA)         | 85e                   |
| 164                   | Lorenzo Rota (ITA)              | 30e                   |
| 165                   | Dion Smith (NZL)                | AB                    |
| 166                   | Roel van Sintmaartensdijk (NED) | AB                    |
| 167                   | Georg Zimmermann (GER)          | 42e                   |

| Cofidis COF | Cofidis COF          | Cofidis COF |
| ----------- | -------------------- | ----------- |
| Num         | Coureur              | Pos         |
| 171         | Bryan Coquard (FRA)  | AB          |
| 172         | Ion Izagirre (ESP)   | 5e          |
| 173         | Gorka Izagirre (ESP) | AB          |
| 174         | Nolann Mahoudo (FRA) | AB          |
| 175         | Anthony Perez (FRA)  | AB          |
| 176         | Harrison Wood (GBR)  | 61e         |
| 177         | Axel Zingle (FRA)    | AB          |

| Astana Qazaqstan Team AST | Astana Qazaqstan Team AST     | Astana Qazaqstan Team AST |
| ------------------------- | ----------------------------- | ------------------------- |
| Num                       | Coureur                       | Pos                       |
| 181                       | Alberto Bettiol (ITA) (route) | AB                        |
| 182                       | Dmitriy Gruzdev (KAZ)         | AB                        |
| 183                       | Max Kanter (GER)              | 81e                       |
| 184                       | Michael Mørkøv (DEN)          | AB                        |
| 185                       | Cees Bol (NED)                | AB                        |
| 186                       | Rüdiger Selig (GER)           | AB                        |
| 187                       | Simone Velasco (ITA)          | 54e                       |

| Israel-Premier Tech IPT | Israel-Premier Tech IPT | Israel-Premier Tech IPT |
| ----------------------- | ----------------------- | ----------------------- |
| Num                     | Coureur                 | Pos                     |
| 191                     | Derek Gee (CAN)         | 48e                     |
| 192                     | Guillaume Boivin (CAN)  | AB                      |
| 193                     | Jakob Fuglsang (DEN)    | 16e                     |
| 194                     | Hugo Houle (CAN)        | 51e                     |
| 195                     | Krists Neilands (LAT)   | 67e                     |
| 196                     | Michael Woods (CAN)     | 8e                      |
| 197                     | Stephen Williams (GBR)  | AB                      |

| Uno-X Mobility UXM | Uno-X Mobility UXM             | Uno-X Mobility UXM |
| ------------------ | ------------------------------ | ------------------ |
| Num                | Coureur                        | Pos                |
| 201                | Tobias Johannessen (NOR)       | 47e                |
| 202                | Fredrik Dversnes (NOR)         | 49e                |
| 203                | Ådne Holter (NOR)              | AB                 |
| 204                | Jonas Iversby Hvideberg (NOR)  | AB                 |
| 205                | Anders Johannessen (NOR)       | 83e                |
| 206                | Anders Skaarseth (NOR)         | 60e                |
| 207                | Markus Hoelgaard (NOR) (route) | 34e                |

| Tudor Pro Cycling Team TUD | Tudor Pro Cycling Team TUD | Tudor Pro Cycling Team TUD |
| -------------------------- | -------------------------- | -------------------------- |
| Num                        | Coureur                    | Pos                        |
| 211                        | Marius Mayrhofer (GER)     | AB                         |
| 212                        | Lucas Eriksson (SWE)       | 55e                        |
| 213                        | Alexander Kamp (DEN)       | AB                         |
| 214                        | Florian Stork (GER)        | 40e                        |
| 215                        | Yannis Voisard (SUI)       | AB                         |
| 216                        | Hannes Wilksch (GER)       | 76e                        |
| 217                        | Luc Wirtgen (LUX)          | AB                         |

| Team Novo Nordisk TNN | Team Novo Nordisk TNN         | Team Novo Nordisk TNN |
| --------------------- | ----------------------------- | --------------------- |
| Num                   | Coureur                       | Pos                   |
| 221                   | Antonio Polga (ITA)           | AB                    |
| 222                   | Sam Brand (GBR)               | AB                    |
| 223                   | David Lozano (ESP)            | AB                    |
| 224                   | Andrea Peron (ITA)            | AB                    |
| 225                   | Alessandro Perracchione (ITA) | AB                    |
| 226                   | Filippo Ridolfo (ITA)         | AB                    |
| 227                   | Logan Phippen (USA)           | AB                    |

| Canada CAN | Canada CAN       | Canada CAN |
| ---------- | ---------------- | ---------- |
| Num        | Coureur          | Pos        |
| 231        | Quentin Cowan    | 63e        |
| 232        | Félix Bouchard   | AB         |
| 233        | Jérôme Gauthier  | AB         |
| 234        | Félix Hamel      | AB         |
| 235        | Leonard Peloquin | AB         |
| 236        | James Piccoli    | AB         |
| 237        | Jonas Walton     | AB         |

| UAE Team Emirates UAD | UAE Team Emirates UAD     | UAE Team Emirates UAD |
| --------------------- | ------------------------- | --------------------- |
| Num                   | Coureur                   | Pos                   |
| 1                     | Tadej Pogačar (SLO)       | 1er                   |
| 2                     | Igor Arrieta (ESP)        | AB                    |
| 3                     | Juan Ayuso (ESP)          | AB                    |
| 4                     | Finn Fisher-Black (NZL)   | AB                    |
| 5                     | Rafał Majka (POL)         | 46e                   |
| 6                     | Domen Novak (SLO) (route) | AB                    |
| 7                     | Tim Wellens (BEL)         | AB                    |

| Lotto Dstny LTD | Lotto Dstny LTD             | Lotto Dstny LTD |
| --------------- | --------------------------- | --------------- |
| Num             | Coureur                     | Pos             |
| 11              | Arnaud De Lie (BEL) (route) | AB              |
| 12              | Logan Currie (NZL)          | AB              |
| 13              | Jenno Berckmoes (BEL)       | 25e             |
| 14              | Maxim Van Gils (BEL)        | 4e              |
| 15              | Sébastien Grignard (BEL)    | 82e             |
| 16              | Brent Van Moer (BEL)        | AB              |
| 17              | Florian Vermeersch (BEL)    | 53e             |

| Team Visma \| Lease a Bike TVL | Team Visma \| Lease a Bike TVL | Team Visma \| Lease a Bike TVL |
| ------------------------------ | ------------------------------ | ------------------------------ |
| Num                            | Coureur                        | Pos                            |
| 21                             | Matteo Jorgenson (USA)         | 12e                            |
| 22                             | Tiesj Benoot (BEL)             | 7e                             |
| 23                             | Wilco Kelderman (NED)          | 17e                            |
| 24                             | Bart Lemmen (NED)              | 19e                            |
| 25                             | Per Strand Hagenes (NOR)       | 84e                            |
| 26                             | Jan Tratnik (SLO)              | 65e                            |
| 27                             | Milan Vader (NED)              | 70e                            |

| Ineos Grenadiers IGD | Ineos Grenadiers IGD   | Ineos Grenadiers IGD |
| -------------------- | ---------------------- | -------------------- |
| Num                  | Coureur                | Pos                  |
| 31                   | Laurens De Plus (BEL)  | AB                   |
| 32                   | Andrew August (USA)    | 88e                  |
| 33                   | Connor Swift (GBR)     | 78e                  |
| 34                   | Ben Swift (GBR)        | AB                   |
| 35                   | Michael Leonard (CAN)  | 79e                  |
| 36                   | Artem Shmidt (USA)     | 89e                  |
| 37                   | Magnus Sheffield (USA) | 20e                  |

| Soudal Quick-Step SOQ | Soudal Quick-Step SOQ    | Soudal Quick-Step SOQ |
| --------------------- | ------------------------ | --------------------- |
| Num                   | Coureur                  | Pos                   |
| 41                    | Julian Alaphilippe (FRA) | 3e                    |
| 42                    | Gil Gelders (BEL)        | 59e                   |
| 43                    | Antoine Huby (FRA)       | AB                    |
| 44                    | Luke Lamperti (USA)      | AB                    |
| 45                    | Fausto Masnada (ITA)     | 68e                   |
| 46                    | Pieter Serry (BEL)       | AB                    |
| 47                    | Ilan Van Wilder (BEL)    | 24e                   |

| Lidl-Trek LTK | Lidl-Trek LTK        | Lidl-Trek LTK |
| ------------- | -------------------- | ------------- |
| Num           | Coureur              | Pos           |
| 51            | Toms Skujiņš (LAT)   | 6e            |
| 52            | Andrea Bagioli (ITA) | 14e           |
| 53            | Julien Bernard (FRA) | 50e           |
| 54            | Patrick Konrad (AUT) | 45e           |
| 55            | Dario Cataldo (ITA)  | AB            |
| 56            | Bauke Mollema (NED)  | 18e           |
| 57            | Quinn Simmons (USA)  | AB            |

| Decathlon-AG2R La Mondiale DAT | Decathlon-AG2R La Mondiale DAT | Decathlon-AG2R La Mondiale DAT |
| ------------------------------ | ------------------------------ | ------------------------------ |
| Num                            | Coureur                        | Pos                            |
| 61                             | Paul Lapeira (FRA) (route)     | AB                             |
| 62                             | Alex Baudin (FRA)              | 38e                            |
| 63                             | Stan Dewulf (BEL)              | 57e                            |
| 64                             | Dorian Godon (FRA)             | 66e                            |
| 65                             | Dries De Bondt (BEL)           | AB                             |
| 66                             | Aurélien Paret-Peintre (FRA)   | 37e                            |
| 67                             | Lawrence Warbasse (USA)        | 36e                            |

| Red Bull-Bora-Hansgrohe RBH | Red Bull-Bora-Hansgrohe RBH | Red Bull-Bora-Hansgrohe RBH |
| --------------------------- | --------------------------- | --------------------------- |
| Num                         | Coureur                     | Pos                         |
| 71                          | Jai Hindley (AUS)           | 10e                         |
| 72                          | Sergio Higuita (COL)        | 21e                         |
| 73                          | Bob Jungels (LUX)           | AB                          |
| 74                          | Jonas Koch (GER)            | AB                          |
| 75                          | Maximilian Schachmann (GER) | 39e                         |
| 76                          | Matteo Sobrero (ITA)        | AB                          |
| 77                          | Frederik Wandahl (DEN)      | 43e                         |

| Alpecin-Deceuninck ADC | Alpecin-Deceuninck ADC      | Alpecin-Deceuninck ADC |
| ---------------------- | --------------------------- | ---------------------- |
| Num                    | Coureur                     | Pos                    |
| 81                     | Axel Laurance (FRA)         | AB                     |
| 82                     | Tobias Bayer (AUT)          | 64e                    |
| 83                     | Michael Gogl (AUT)          | 27e                    |
| 84                     | Henri Uhlig (GER)           | 62e                    |
| 85                     | Fabio Van den Bossche (BEL) | AB                     |
| 86                     | Stan Van Tricht (BEL)       | AB                     |
| 87                     | Gianni Vermeersch (BEL)     | AB                     |

| Groupama-FDJ GFC | Groupama-FDJ GFC       | Groupama-FDJ GFC |
| ---------------- | ---------------------- | ---------------- |
| Num              | Coureur                | Pos              |
| 91               | Valentin Madouas (FRA) | 32e              |
| 92               | Olivier Le Gac (FRA)   | AB               |
| 93               | Romain Grégoire (FRA)  | 29e              |
| 94               | Thibaud Gruel (FRA)    | 52e              |
| 95               | Rudy Molard (FRA)      | 26e              |
| 96               | Enzo Paleni (FRA)      | 80e              |
| 97               | Clément Russo (FRA)    | AB               |

| EF Education-EasyPost EFE | EF Education-EasyPost EFE | EF Education-EasyPost EFE |
| ------------------------- | ------------------------- | ------------------------- |
| Num                       | Coureur                   | Pos                       |
| 101                       | Ben Healy (IRL)           | 22e                       |
| 102                       | Mikkel Honoré (DEN)       | 44e                       |
| 103                       | Lukas Nerurkar (GBR)      | AB                        |
| 104                       | Neilson Powless (USA)     | 23e                       |
| 105                       | Sean Quinn (USA) (route)  | AB                        |
| 106                       | Stefan de Bod (RSA)       | 73e                       |
| 107                       | Michael Valgren (DEN)     | AB                        |

| Bahrain Victorious TBV | Bahrain Victorious TBV  | Bahrain Victorious TBV |
| ---------------------- | ----------------------- | ---------------------- |
| Num                    | Coureur                 | Pos                    |
| 111                    | Matej Mohorič (SLO)     | AB                     |
| 112                    | Nikias Arndt (GER)      | AB                     |
| 113                    | Pello Bilbao (ESP)      | 2e                     |
| 114                    | Santiago Buitrago (COL) | 41e                    |
| 115                    | Nicolò Buratti (ITA)    | 86e                    |
| 116                    | Matevž Govekar (SLO)    | AB                     |
| 117                    | Edoardo Zambanini (ITA) | 9e                     |

| Movistar Team MOV | Movistar Team MOV           | Movistar Team MOV |
| ----------------- | --------------------------- | ----------------- |
| Num               | Coureur                     | Pos               |
| 121               | Alex Aranburu (ESP) (route) | 15e               |
| 122               | Jon Barrenetxea (ESP)       | 56e               |
| 123               | Iván García Cortina (ESP)   | AB                |
| 124               | Ruben Guerreiro (POR)       | 33e               |
| 125               | Johan Jacobs (SUI)          | 77e               |
| 126               | Sergio Samitier (ESP)       | 69e               |
| 127               | Gonzalo Serrano (ESP)       | AB                |

| Team Jayco AlUla JAY | Team Jayco AlUla JAY   | Team Jayco AlUla JAY |
| -------------------- | ---------------------- | -------------------- |
| Num                  | Coureur                | Pos                  |
| 131                  | Michael Matthews (AUS) | AB                   |
| 132                  | Lawson Craddock (USA)  | AB                   |
| 133                  | Luke Durbridge (AUS)   | AB                   |
| 134                  | Lucas Hamilton (AUS)   | 74e                  |
| 135                  | Michael Hepburn (AUS)  | AB                   |
| 136                  | Jan Maas (NED)         | 87e                  |
| 137                  | Simon Yates (GBR)      | 13e                  |

| Arkéa-B&B Hotels ARK | Arkéa-B&B Hotels ARK    | Arkéa-B&B Hotels ARK |
| -------------------- | ----------------------- | -------------------- |
| Num                  | Coureur                 | Pos                  |
| 141                  | Michel Ries (LUX)       | AB                   |
| 142                  | Ewen Costiou (FRA)      | 58e                  |
| 143                  | Anthony Delaplace (FRA) | 75e                  |
| 144                  | Élie Gesbert (FRA)      | AB                   |
| 145                  | Matîs Louvel (FRA)      | AB                   |
| 146                  | Clément Venturini (FRA) | AB                   |
| 147                  | Pierre Thierry (FRA)    | 71e                  |

| Team dsm-firmenich PostNL DFP | Team dsm-firmenich PostNL DFP | Team dsm-firmenich PostNL DFP |
| ----------------------------- | ----------------------------- | ----------------------------- |
| Num                           | Coureur                       | Pos                           |
| 151                           | Romain Bardet (FRA)           | 11e                           |
| 152                           | Warren Barguil (FRA)          | 31e                           |
| 153                           | Romain Combaud (FRA)          | 72e                           |
| 154                           | Sean Flynn (GBR)              | AB                            |
| 155                           | Martijn Tusveld (NED)         | AB                            |
| 156                           | Frank van den Broek (NED)     | AB                            |
| 157                           | Kevin Vermaerke (USA)         | 28e                           |

| Intermarché-Wanty IWA | Intermarché-Wanty IWA           | Intermarché-Wanty IWA |
| --------------------- | ------------------------------- | --------------------- |
| Num                   | Coureur                         | Pos                   |
| 161                   | Biniam Girmay (ERI)             | AB                    |
| 162                   | Francesco Busatto (ITA)         | 35e                   |
| 163                   | Alexy Faure Prost (FRA)         | 85e                   |
| 164                   | Lorenzo Rota (ITA)              | 30e                   |
| 165                   | Dion Smith (NZL)                | AB                    |
| 166                   | Roel van Sintmaartensdijk (NED) | AB                    |
| 167                   | Georg Zimmermann (GER)          | 42e                   |

| Cofidis COF | Cofidis COF          | Cofidis COF |
| ----------- | -------------------- | ----------- |
| Num         | Coureur              | Pos         |
| 171         | Bryan Coquard (FRA)  | AB          |
| 172         | Ion Izagirre (ESP)   | 5e          |
| 173         | Gorka Izagirre (ESP) | AB          |
| 174         | Nolann Mahoudo (FRA) | AB          |
| 175         | Anthony Perez (FRA)  | AB          |
| 176         | Harrison Wood (GBR)  | 61e         |
| 177         | Axel Zingle (FRA)    | AB          |

| Astana Qazaqstan Team AST | Astana Qazaqstan Team AST     | Astana Qazaqstan Team AST |
| ------------------------- | ----------------------------- | ------------------------- |
| Num                       | Coureur                       | Pos                       |
| 181                       | Alberto Bettiol (ITA) (route) | AB                        |
| 182                       | Dmitriy Gruzdev (KAZ)         | AB                        |
| 183                       | Max Kanter (GER)              | 81e                       |
| 184                       | Michael Mørkøv (DEN)          | AB                        |
| 185                       | Cees Bol (NED)                | AB                        |
| 186                       | Rüdiger Selig (GER)           | AB                        |
| 187                       | Simone Velasco (ITA)          | 54e                       |

| Israel-Premier Tech IPT | Israel-Premier Tech IPT | Israel-Premier Tech IPT |
| ----------------------- | ----------------------- | ----------------------- |
| Num                     | Coureur                 | Pos                     |
| 191                     | Derek Gee (CAN)         | 48e                     |
| 192                     | Guillaume Boivin (CAN)  | AB                      |
| 193                     | Jakob Fuglsang (DEN)    | 16e                     |
| 194                     | Hugo Houle (CAN)        | 51e                     |
| 195                     | Krists Neilands (LAT)   | 67e                     |
| 196                     | Michael Woods (CAN)     | 8e                      |
| 197                     | Stephen Williams (GBR)  | AB                      |

| Uno-X Mobility UXM | Uno-X Mobility UXM             | Uno-X Mobility UXM |
| ------------------ | ------------------------------ | ------------------ |
| Num                | Coureur                        | Pos                |
| 201                | Tobias Johannessen (NOR)       | 47e                |
| 202                | Fredrik Dversnes (NOR)         | 49e                |
| 203                | Ådne Holter (NOR)              | AB                 |
| 204                | Jonas Iversby Hvideberg (NOR)  | AB                 |
| 205                | Anders Johannessen (NOR)       | 83e                |
| 206                | Anders Skaarseth (NOR)         | 60e                |
| 207                | Markus Hoelgaard (NOR) (route) | 34e                |

| Tudor Pro Cycling Team TUD | Tudor Pro Cycling Team TUD | Tudor Pro Cycling Team TUD |
| -------------------------- | -------------------------- | -------------------------- |
| Num                        | Coureur                    | Pos                        |
| 211                        | Marius Mayrhofer (GER)     | AB                         |
| 212                        | Lucas Eriksson (SWE)       | 55e                        |
| 213                        | Alexander Kamp (DEN)       | AB                         |
| 214                        | Florian Stork (GER)        | 40e                        |
| 215                        | Yannis Voisard (SUI)       | AB                         |
| 216                        | Hannes Wilksch (GER)       | 76e                        |
| 217                        | Luc Wirtgen (LUX)          | AB                         |

| Team Novo Nordisk TNN | Team Novo Nordisk TNN         | Team Novo Nordisk TNN |
| --------------------- | ----------------------------- | --------------------- |
| Num                   | Coureur                       | Pos                   |
| 221                   | Antonio Polga (ITA)           | AB                    |
| 222                   | Sam Brand (GBR)               | AB                    |
| 223                   | David Lozano (ESP)            | AB                    |
| 224                   | Andrea Peron (ITA)            | AB                    |
| 225                   | Alessandro Perracchione (ITA) | AB                    |
| 226                   | Filippo Ridolfo (ITA)         | AB                    |
| 227                   | Logan Phippen (USA)           | AB                    |

| Canada CAN | Canada CAN       | Canada CAN |
| ---------- | ---------------- | ---------- |
| Num        | Coureur          | Pos        |
| 231        | Quentin Cowan    | 63e        |
| 232        | Félix Bouchard   | AB         |
| 233        | Jérôme Gauthier  | AB         |
| 234        | Félix Hamel      | AB         |
| 235        | Leonard Peloquin | AB         |
| 236        | James Piccoli    | AB         |
| 237        | Jonas Walton     | AB         |